# Cleora suffusa
Cleora suffusa är en fjärilsart som beskrevs av W. Warren 1898. Cleora suffusa ingår i släktet Cleora och familjen mätare. Inga underarter finns listade i Catalogue of Life.